# 夜討曽我
『夜討曽我』（ようちそが）は、1923年に日本で公開されたサイレント映画。帝国キネマ演芸製作。

## スタッフ
- 監督：中川紫郎
- 撮影：大森勝

## キャスト
- 嵐璃徳
- 実川延松
- 阪東豊昇
- 嵐笑三
- 中村翫暁
- 尾上松次郎
- 尾上橋松
- 嵐徳太郎